# Zyon Cavalera
Zyon Cavalera (* 19. ledna 1993) je americký bubeník brazilského původu, syn frontmana skupiny Soulfly a Sepultura Maxe Cavalery, se kterým i v Soulfly hraje na bicí. Mezi jeho další kapelu patří Grunge kapela Lody Kong, ve které hraje se svým mladším bratrem Igorem.
Jeho první zkušenost s hudbou byla prakticky už od narození. Ještě dříve než se narodil, použil Max jeho tlukot srdce jako intro k písni Refuse/Resist na cd Chaos AD. Na bicí hraje už od útlého věku, učil ho jeho strýc a Maxův bratr Igor Cavalera.
V roce 2010 odbubnoval skladbu Refuse Resist na cd Omen od Soulfly a také odehrál skladbu Revengeance, na které hostovala v podstatě celá rodina Cavalerových.
V roce 2011 založil s bratrem kapelu Lody Kong, se kterou vyjeli na turné Maximum Cavalera se Soulfly a s kapelou třetího bratra Richieho Cavalery Incite.
V roce 2013 vydala kapela Lody Kong své první EP s názvem No Rules.